# Lecce
Denna artikel handlar om staden Lecce. Se också Lecce (provins).
Lecce är en stad i Italien, i regionen Apulien. Lecce är huvudort i provinsen Lecce.

## Historia
Från romartiden står resterna av en amfiteater kvar. Katedralen är byggd i en egendomlig blandning mellan romanska och gotiska drag. Från 1500-talet märks Karl V:s triumfbåge. Runt staden finns miocen kalksten, som använts till byggnader och skulpturer.
I Lecce förekom mellan 1575 och 1750 en särpräglad barockarkitektur, benämnd Barocco Leccese. I stadens arkitektur märks en oortodox applicering av de klassiska kolonnordningarna. Vissa arkitekter hyste en förkärlek för den gotiska spetsbågen och skulpterade ornament. En framstående arkitekt var Giuseppe Zimbalo, som ritade den tungt dekorerade kyrkan Santa Croce (fullbordad 1646).

## Klimat
Lecce har medelhavsklimat enligt Köppens system Csa, som större delen av Italien.
|                                            | Jan  | Feb  | Mar  | Apr  | Maj  | Jun  | Jul  | Aug  | Sep  | Okt  | Nov  | Dec  |
| ------------------------------------------ | ---- | ---- | ---- | ---- | ---- | ---- | ---- | ---- | ---- | ---- | ---- | ---- |
| Normaldygnets maximitemperaturs medelvärde | 13,0 | 13,5 | 15,7 | 18,9 | 24,4 | 29,0 | 31,7 | 31,5 | 27,5 | 22,3 | 17,3 | 14,0 |
| Normaldygnets minimitemperaturs medelvärde | 4,2  | 4,2  | 5,6  | 8,0  | 12,1 | 15,9 | 18,4 | 18,9 | 16,0 | 12,7 | 8,3  | 5,3  |
|                                            |      |      |      |      |      |      |      |      |      |      |      |      |
| Nederbörd                                  | 60,3 | 61,3 | 62,4 | 45,4 | 27,6 | 20,4 | 16,2 | 36,0 | 54,3 | 91,0 | 95,1 | 68,9 |

| Diagram | temperaturer i °C • månadsnederbörd i mm • Källa: Lecce-Galatina väderstation | temperaturer i °C • månadsnederbörd i mm • Källa: Lecce-Galatina väderstation | temperaturer i °C • månadsnederbörd i mm • Källa: Lecce-Galatina väderstation | temperaturer i °C • månadsnederbörd i mm • Källa: Lecce-Galatina väderstation | temperaturer i °C • månadsnederbörd i mm • Källa: Lecce-Galatina väderstation | temperaturer i °C • månadsnederbörd i mm • Källa: Lecce-Galatina väderstation | temperaturer i °C • månadsnederbörd i mm • Källa: Lecce-Galatina väderstation | temperaturer i °C • månadsnederbörd i mm • Källa: Lecce-Galatina väderstation | temperaturer i °C • månadsnederbörd i mm • Källa: Lecce-Galatina väderstation | temperaturer i °C • månadsnederbörd i mm • Källa: Lecce-Galatina väderstation | temperaturer i °C • månadsnederbörd i mm • Källa: Lecce-Galatina väderstation | temperaturer i °C • månadsnederbörd i mm • Källa: Lecce-Galatina väderstation |
|         | 60 13 4                                                                       | 61 14 4                                                                       | 62 16 6                                                                       | 45 19 8                                                                       | 28 24 12                                                                      | 20 29 16                                                                      | 16 32 18                                                                      | 36 32 19                                                                      | 54 28 16                                                                      | 91 22 13                                                                      | 95 17 8                                                                       | 69 14 5                                                                       |